# FC 낭트 B
FC 낭트 B(프랑스어: Football Club de Nantes B)는 프랑스의 축구 클럽이다. 또한 FC 낭트의 리저브팀으로 활동 중이다.